# Malvern, Arkansas
Malvern là một thành phố thuộc quận Hot Spring, tiểu bang Arkansas, Hoa Kỳ. Năm 2010, dân số của thành phố này là 10318 người.

## Dân số
- Dân số năm 2000: 9021 người.
- Dân số năm 2010: 10318 người.